# یواس‌اس پاتنم (دی‌دی-۲۸۷)
یواس‌اس پاتنم (دی‌دی-۲۸۷) (به انگلیسی: USS Putnam (DD-287)) یک کشتی بود که طول آن ۹۵٫۸۳ متر (۳۱۴٫۴ فوت) بود. این کشتی در سال ۱۹۱۹ ساخته شد.